# World (Lindita-Halimi-Lied)
World (englisch für Welt) ist ein Lied der albanischen Sängerin Lindita Halimi. Sie gewann mit dem Titel in der Originalversion Botë das 55. Festivali i Këngës. Mit der englischsprachigen Version vertrat sie Albanien beim Eurovision Song Contest 2017 in Kiew.

## Hintergrund

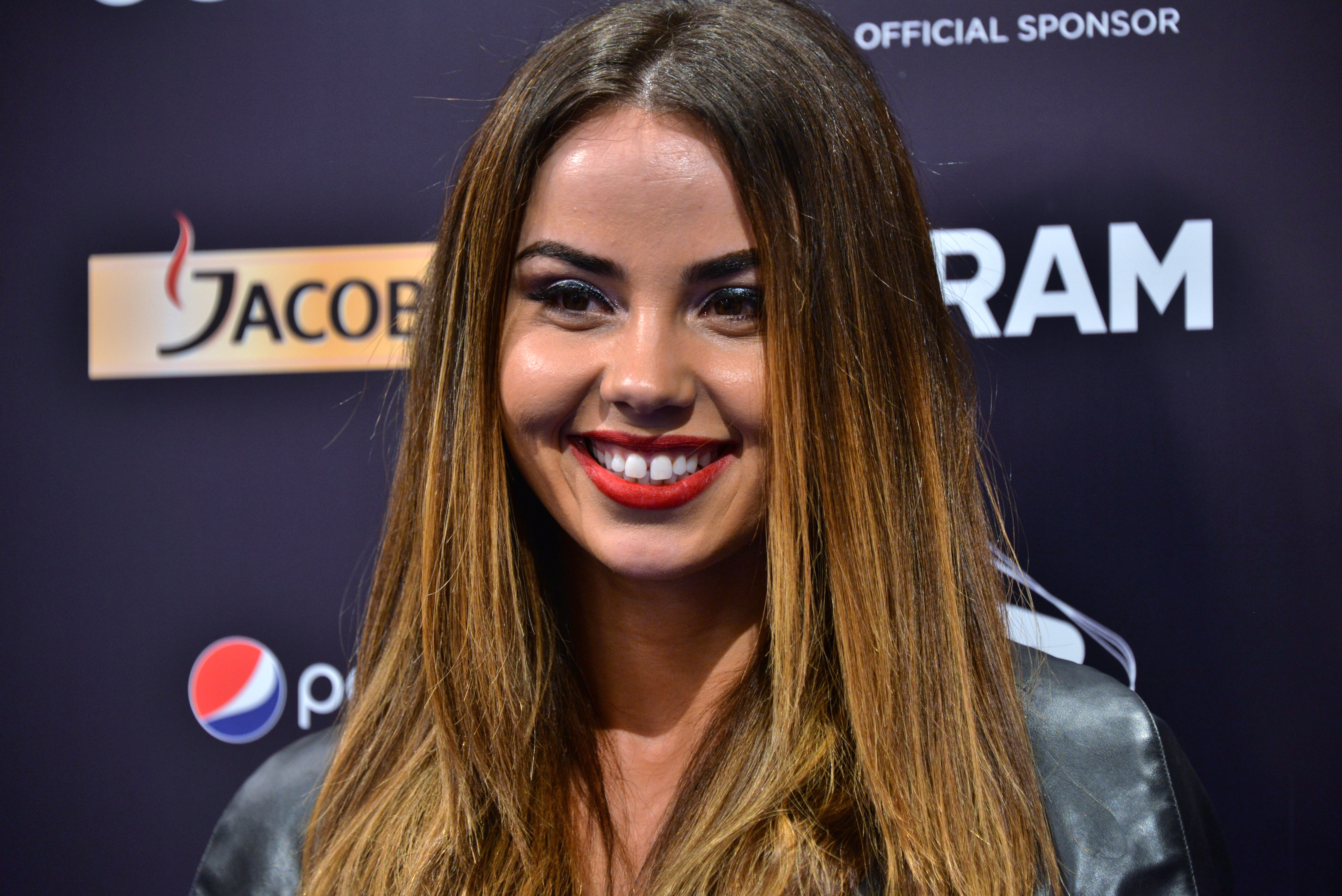
Lindita Halimi, Sängerin des Lieds, während einer Pressekonferenz am Eurovision Song Contest 2017 in Kiew

Anfang November 2016 wurde bekanntgegeben, dass Halimi am kommenden Festivali i Këngës teilnehmen wird. Das zweite Halbfinale fand am 22. Dezember 2016 statt, aus welchem sie sich für das Finale qualifizieren konnte. Dieses konnte sie am 23. Dezember für sich entscheiden. Am 9. Januar 2017 wurde angekündigt, dass man für den Song Contest eine überarbeitete Version auf Englisch einreichen werde. Diese unter dem Namen World veröffentlichte Version erschien am 13. März 2017 inklusive eines Musikvideos. Der Titel wurde von Andrea Camilletti, Klodian Qafoku und Shpetim Saraci produziert. Die Abmischung erfolgte durch Marco Borsatti.
Am 23. Februar 2017 wurde eine Jazz-Version des Liedes veröffentlicht.

## Komposition

### Text
Den Text für World hat Halimi zusammen mit Gerald Xhari verfasst. In dem Lied geht es um das schwierige Leben in einer modernen Welt. Die Sängerin drückt ihren Wunsch aus, etwas gegen die Umstände auf der Erde tun zu können, und singt, dass es fast unmöglich sei, dass sich die Menschheit in Liebe vereint, es jedoch noch Hoffnung gebe. Außerdem gehe es darum, sich selbst und andere so zu akzeptieren wie sie sind.

### Musik
Die Musik für World stammt von Klodian Qafoku, der schon den albanischen Beitrag für den Eurovision Song Contest 2006 geschrieben hat. Der Song ist eine klassische sphärische Power-Ballade. Es beginnt mit zwei Strophen, nach einer Minute folgt die Bridge, bevor bei 1:25 erstmals der Refrain zu hören ist. Es gibt viele lange Töne und die Sängerin moduliert ihre Stimme häufig. Der Refrain wird nach einem Intermezzo von einem Chor wiederholt und dann ein drittes Mal von Halimi bis zum 19 Sekunden langen Schlusston gesungen.

## Beim Eurovision Song Contest

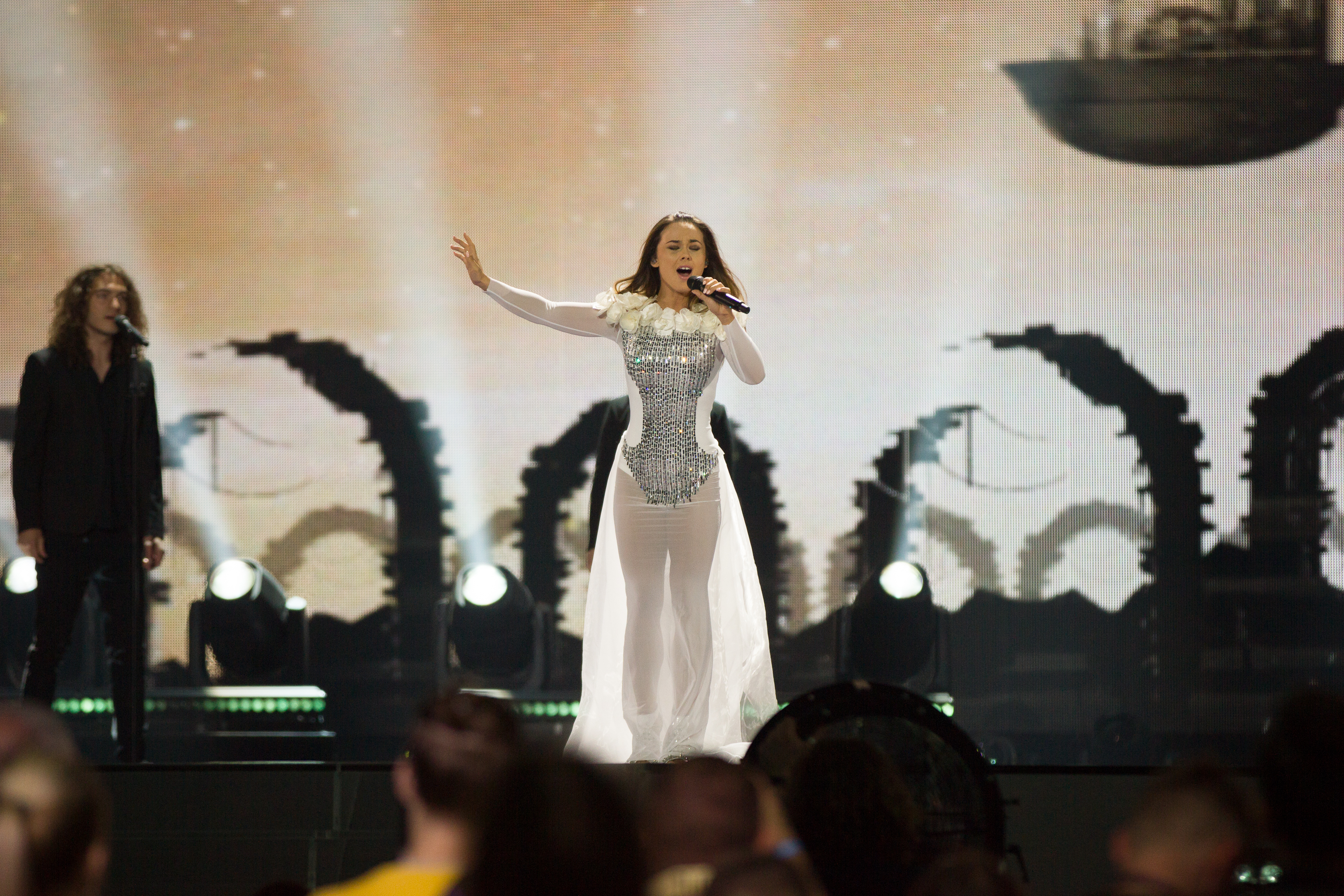
Halimi auf der Bühne des Eurovision Song Contest 2017

Am 31. Januar 2017 wurde Albanien der ersten Hälfte des ersten Halbfinales zugelost. Am 31. März 2017 wurde die Startreihenfolge veröffentlicht: Lindita Halimi erhielt die Startnummer 4. Auf der Bühne wurde sie von Anxhelo Miho, Denisa Xhemnica, Gjergj Kaçinari und Greta Radovani begleitet.
Albanien erreichte im Halbfinale den 14. von 18 Plätzen und konnte sich somit nicht für das Finale qualifizieren. Der Beitrag erhielt jeweils 38 Punkte sowohl von den Zuschauern, als auch von den Jurys. Halimi erreichte in der Telefonabstimmung von Montenegro die Höchstpunktzahl von 12 Punkten.

## Rezeption
Chris Zeiher vom Special Broadcasting Service beschreibt World als hoffnungsvolle Hymne im Stil von James Bond. Laut des Fanblogs Wiwibloggs sei der Übergang von der albanischsprachigen zur englischsprachigen Version sehr natürlich verlaufen, da der Titel mit dem Gedanken des Eurovision Song Contests im Hinterkopf geschrieben worden sei. Im Gegensatz zu Fairytale habe man eine Katastrophe verhindert. Alleine aufgrund ihrer stimmlichen Fähigkeiten verdiene die Sängerin einen Platz in der linken Tabellenhälfte beim Grand Prix. Der Blog ESCXtra bemängelte, dass sich Halimis Gesang lediglich auf „Schreien“ beschränke und bezeichnete den Titel als „übliche albanische Ballade voller Dramatik“.
Rolling Stone bezeichnete das Lied als „schwergängigen Allerweltspomp“ und bezweifelte eine Qualifikation für das Finale beim ESC. Martin Schmidtner und Marc Schulte des Vorwärts schrieben: „Eine der nicht ganz so seltenen Schrei-Balladen in diesem Jahr, die den Vorteil hat, dass sich mit Betrachtung ihres Bühnenbilds die Zeit gut überbrücken lässt.“